# Bonitasaura
Bonitasaura is een uitgestorven geslacht van plantenetende sauropode dinosauriërs, behorend tot de Titanosauria dat tijdens het laat-krijt leefde in het gebied van het huidige Argentinië. Bonitasaura salgadoi is de enige benoemde soort van het geslacht.

## Vondst en naamgeving
Bij de heuvel La Bonita, acht kilometer ten noorden van de stad Cerro Policía, vonden herders in de jaren vijftig van de twintigste eeuw een fossiel van een sauropode dat ze echter aanzagen voor het skelet van een paard. Begin eenentwintigste eeuw zocht Sebastián Apesteguía een oude groeve van Santiago Roth en werd door de toen 103 jaar oude Filomena Avila, die als kind in het begin van de twintigste eeuw nog als gids voor deze paleontoloog gewerkt had, naar de vindplaats geleid. Aldaar groef men in 2003 onder andere het sauropode skelet op.
Al in 2004 werd de typesoort Bonitasaura salgadoi door Apesteguía benoemd en kort beschreven. De geslachtsnaam Bonitasaura verwijst naar de naam van de heuvel waar het fossiel is gevonden, La Bonita. Dat betekent letterlijk "de schone (vrouw)" en daarom gebruikte hij de vrouwelijke vorm saura, zodat de geslachtsnaam in samenhang iets als "het schone vrouwelijke reptiel" betekent. De soortaanduiding eert de Argentijnse paleontoloog Leonardo Salgado.
Het holotype, MPCA 200, is gevonden in een laag van de Bajo de la Carpo-formatie die dateert uit het Santonien en ongeveer vijfentachtig miljoen jaar oud is. Het bestaat uit een fragmentarisch doch vrij compleet skelet. Opmerkelijk genoeg was in 2004 de opgraving en preparatie nog lang niet voltooid zodat pas een voorlopige opsomming van de skeletelementen kon worden gegeven. In de oorspronkelijke beschrijving bestonden die uit een linkervoorhoofdsbeen, een linkerwandbeen, een voorste rechteronderkaak, twee halswervels, zes ruggenwervels, twaalf staartwervels, ribben, chevrons, een dijbeen, een scheenbeen en twee middenvoetsbeenderen. Een aangegeven spaakbeen bleek later een middenhandsbeen te zijn. Opgravingen uit 2005 voegden daar nog aan toe: een rechtertraanbeen, een rechterquadratum, een losse tand, wervels, drie chevrons, een opperarmbeen, het linkerschaambeen, het linkerzitbeen, een linkerkuitbeen, beide sprongbeenderen, en elementen van de voet. Beide eerste middenvoetsbeenderen, beide tweede middenvoetsbeenderen, het derde middenvoetsbeen van de linkervoet, het vierde middenvoetsbeen van de rechtervoet en drie teenkootjes zijn nu bekend waaronder een linkervoetklauw. De botten lagen niet in verband maar behoren vermoedelijk aan één enkel individu. Het gaat gezien de botstructuur om een vrij jong dier dat de volwassen grootte nog niet bereikt had.
De beschrijving uit 2004 was slechts summier en beperkte zich tot de schedel. Later zou Pablo Ariel Gallina zich wijden aan een studie van het dier. In 2011 werd de schedel opnieuw beschreven, nu in detail. Een tweede publicatie uit dat jaar richtte zich op speciale kenmerken van de wervelkolom. In 2012 werd de botstructuur beschreven en in 2015 in detail het postcraniaal skelet.
In 2015 werden twee andere specimina aan Bonitasaura toegewezen, gevonden op twintig meter van het holotype. Specimen MPCA 467 is een fragmentarisch skelet van het een dier even groot als het holotype, bestaande uit twee staartwervels, een linkeronderarm, de kop van het rechterdijbeen, een linkerscheenbeen en een linkerkuitbeen. Specimen MPCA 468 is een rechterscheenbeen van een jong dier kleiner dan het holotype.

## Beschrijving

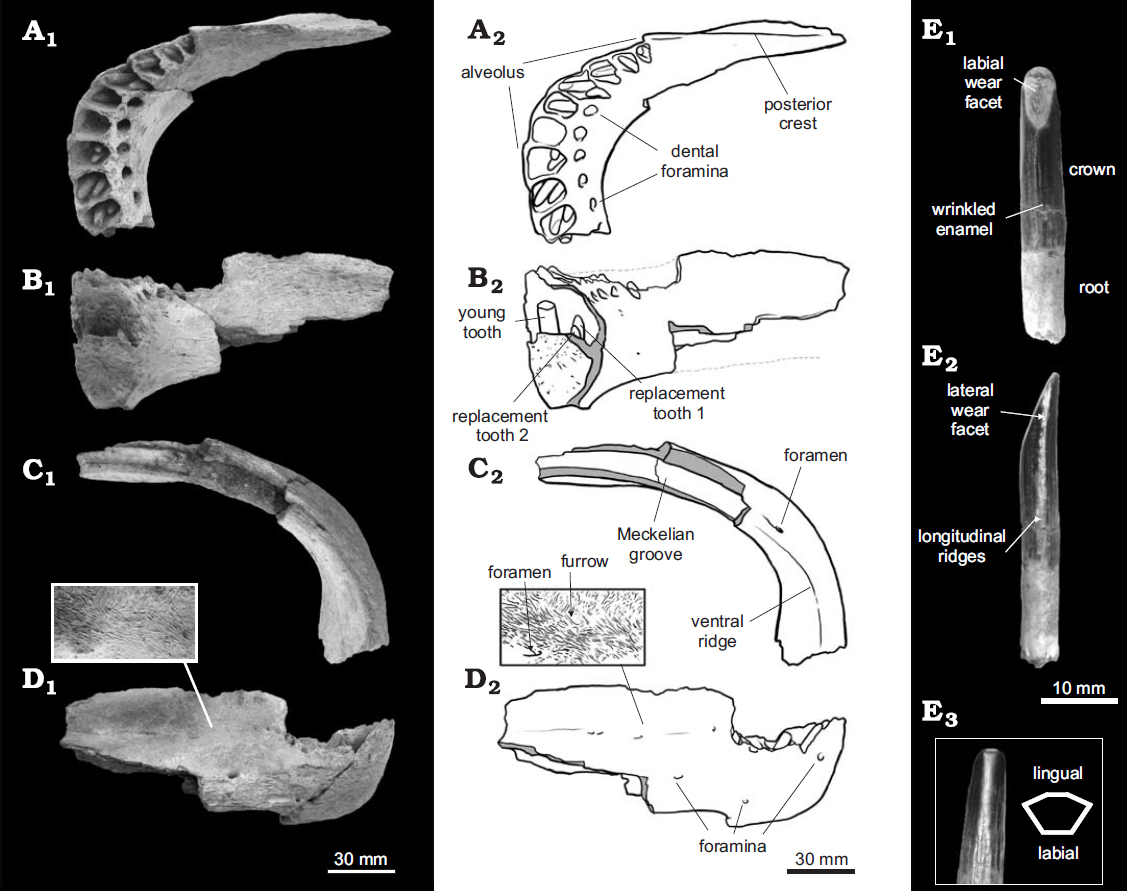
Het dentarium

Bonitasaura is een vrij kleine sauropode. De lichaamslengte is van het holotype is geschat op negen meter. De heuphoogte moet ongeveer twee meter hebben bedragen. Het holotype was echter nog niet volgroeid. In 2012 schatte Gallina dat de dijbeenlengte van het volgroeide volwassen dier op 1,8 à 1,9 meter moet hebben gelegen. Aangezien het dijbeen van het holotype 1185 millimeter lang is, zou een volwassen exemplaar zo'n veertien meter lang geworden zijn.
In 2015 werd een herziene lijst van onderscheidende kenmerken gegeven. Sommige daarvan zijn autapomorfieën, unieke afgeleide eigenschappen. De neergaande tak van het traanbeen richting bovenkaaksbeen is dun en vergroot, schuin naar beneden en voren uitstekend. Het voorste deel van het dentarium van de onderkaak is tandeloos met een scherpe bovenrand en een sterk van aderkanalen voorziene buitenzijde. In de nek heeft de tweede halswervel, de draaier, in de lengterichting een kiel lopen op de achterste helft van de onderkant. Bij de middelste halswervels hebben de richels die van het doornuitsteeksel naar de voorste gewrichtsuitsteeksels lopen, een tongvormig uitsteeksel. Bij de middelste ruggenwervels bevindt zich een langwerpige ovale verticaal gerichte uitholling aan iedere zijde van de verticale richel aan de voorkant van het doornuitsteeksel. Bij de voorste staartwervels lopen van de bases van de middenrichels aan de voorzijde en achterzijde van het doornuitsteeksel uitwaaierend talrijke dunne richeltjes naar boven. Over de voorkant van het scheenbeen loopt een verticale richel die naar beneden vlak boven het ondervlak uitloopt in een opvallende uitstulping.
Daarnaast is er een unieke combinatie van op zich niet unieke kenmerken. De buitenrand van het voorhoofdsbeen is recht in plaats van golvend. De voorste ruggenwervels hebben zeer robuuste ondersteunende beenstijlen van de wervelboog gecombineerd met uitstulpende bovenkanten van de doornuitsteeksels. De voorste ruggenwervels hebben gepaarde uithollingen aan de zijden van de middenrichel op de voorkant van het doornuitsteeksel.
In 2004 werd Bonitasaura omschreven als een vorm die convergeerde met de bouw van de eerdere Diplodocoidea uit het einde van het Jura. Dat gold dan vooral het afhangende hoofd met hooggelegen neusgaten en brede snuit. Anders dan de diplodocoïden heeft Bonitasaura echter geen bijzonder langgerekt lichaam: nek noch staart zijn speciaal lang te noemen. De nekbasis is robuust met grote ruitvormige doornuitsteeksels. De voorpoot heeft 90% van de lengte van de achterpoot dus het is niet zo dat de romp naar voren toe afhangt zoals bij de Diplodocidae. Wel zijn de poten vrij lang, anders dan bij de Saltasaurinae die later in Zuid-Amerika voorkwamen.
Afgezien van de specialisaties in de schedel, heeft Bonitasaura een bouw die vrij standaard is voor titanosauriërs. In 2011 stelde Gallina een groot aantal typisch titanosaurische kenmerken in de wervelkolom vast. Bij de voorste halswervels is het ruggenmergkanaal zijdelings afgeplat. De wervels van het midden en de achterkant van de rug hebben doornuitsteeksels met vooraan en achteraan richels die naar de diapofyse lopen. De middelste ruggenwervels hebben doornuitsteeksels die bovenaan zijdelings verbreed zijn. De achterste ruggenwervels hebben geen hypsofeen-hypantrum-complex van secundaire gewrichtsuitsteeksels. De voorste en middelste staartwervels zijn sterk procoel, bol van voren. De voorste staartwervels hebben zijuitsteeksels die verder uitsteken dan de achterrand van het wervellichaam. De voorste staartwervels hebben voorste gewrichtsuitsteeksels die naar voren gericht zijn. Bij de middelste staartwervels hebben de facetten van de achterste gewrichtsuitsteeksels een hol oppervlak. De centrale openingen in de haemaalbogen onder de staart zijn diep. Ook de ledematen zijn typisch titanosaurisch. De borstbeenderen zijn halvemaanvormig. De middenvoetsbeenderen hebben platte en ruwe ondervlakken daar het dier er direct op liep. De bovenste helft van het dijbeen is naar binnen gebogen wat duidt op "breedsporige" achterpoten. De onderkant van het scheenbeen is overdwars verbreed. Het sprongbeen heeft een onverdeelde groeve in de achterkant.

## Fylogenie
Bonitasaura werd in de Titanosauria geplaatst. In 2017 vond een analyse haar meer bepaald in de Aeolosaurini, als zustersoort van Rinconsaurus.